# Grewia sely
Grewia sely är en malvaväxtart som beskrevs av R. Viguier. Grewia sely ingår i släktet Grewia och familjen malvaväxter. Inga underarter finns listade i Catalogue of Life.